# Mo-Do
Mo-Do was een Italiaanse eurodance-band, opgericht door 3 dj's: Claudio Zennaro, Mario Pinosa en Sergio Portaluri. De zanger van de groep was Fabio Frittelli (24 juli 1966 – 6 februari 2013).
Ze braken internationaal door met het nummer Eins, Zwei, Polizei. In het najaar van 1994 stond deze single in thuisland Italië op nummer één. Ook Oostenrijk en Duitsland volgden al snel met een nummer 1-notering.
In Nederland was de single in week 36 van 1994 Alarmschijf op Radio 538 en werd een gigantische hit. De single bereikte de 2e positie in de Nederlandse Top 40 en de 3e positie in de destijds nieuwe publieke hitlijst op Radio 3FM; de Mega Top 50.
In België bereikte de single de 2e positie in zowel de voorloper van de Vlaamse Ultratop 50 als de Vlaamse Radio 2 Top 30.
Na deze nummer 1-hit heeft de groep nog enkele nummers gemaakt:
- Super gut (1994)
- Geh mal tanzen (1995)
- Sex Bump Twist (1996)
- Superdisco (2000)

Eins, zwei, Polizei bleef hun enige hit. Mo-Do heeft twee albums gemaakt: Was ist das?, het enige officiële studioalbum uit (1995) en Ein Tribut (een bootleg uit 2003).
Op 7 februari 2013 werd het lichaam van Fabio Frittelli gevonden; de politie gaat uit van zelfmoord.
- International Standard Name Identifier: 0000 0001 1481 8426
- MusicBrainz: 30aee0b1-7871-4c2f-97d4-7989cd5e9ee7
- Virtual International Authority File: 132304370